# 7 Year Bitch
7 Year Bitch war eine US-amerikanische Punkband aus Seattle, Washington. Die Band vertrat mit ihrer Musik feministische Anliegen, verfolgte damit jedoch keine politischen Absichten wie die Bands der damals in dieser Region aufkommenden Riot-Grrrl-Bewegung. Nach einer wechselvollen Geschichte mit zwei tragischen Todesfällen in der Band und deren Umfeld kam es im Jahr 1997 – sieben Jahre nach der Gründung im Jahr 1990 – zur Auflösung der Band.

## Geschichte
Inspiriert von den Bands der Anfang der 1990er-Jahre rund um Seattle aufblühenden Grunge- und Punkrock-Szene, spielten die Sängerin Selene Vigil, die Gitarristin Stefanie Sargent und die Schlagzeugerin Valerie Agnew zunächst in der Band Barbie’s Dream Car. Nachdem die Bassistin dieser Band nach Europa gezogen war, wagten Vigil, Sargent und Agnew zusammen mit der Bassistin Elizabeth Davis einen Neuanfang unter dem Namen 7 Year Bitch, der an den Titel des Films The Seven Year Itch (deutscher Titel: Das verflixte 7. Jahr) angelehnt war. Ermutigt und unterstützt wurden sie dabei von den mit ihnen befreundeten Musikern der Punkband The Gits, auf deren Konzerten sie anfangs als Vorband auftreten durften.
1991 veröffentlichte die Band über das Independent-Label C/Z Records ihre erste Single Lorna. Im darauffolgenden Jahr begannen die Aufnahmen für das Debütalbum Sick ’Em, welche jedoch durch den plötzlichen Tod Stefanie Sargents unterbrochen werden mussten. Sargent erstickte am 27. Juni nach übermäßigem Alkohol- und Heroinkonsum im Schlaf an ihrem eigenen Erbrochenen. Die Veröffentlichung des Albums verzögerte sich dadurch bis Anfang Oktober. Nach einer längeren Periode der Ungewissheit entschlossen sich die verbleibenden Bandmitglieder weiterzumachen und fanden schließlich mit Roisin Dunne noch im selben Jahr eine neue Gitarristin.
Am 7. Juli 1993, etwa ein Jahr nach Sargents Tod, wurde Mia Zapata, die Sängerin der Gits, die eine langjährige Freundschaft mit der Band verband, nachts auf dem Weg nach Hause von einer Bar in Seattle brutal vergewaltigt und ermordet. Schwer erschüttert von diesem weiteren Schicksalsschlag veröffentlichten 7 Year Bitch nach einer längeren Pause im Juni 1994 das Album ¡Viva Zapata!, dessen Songs auf beide Todesfälle Bezug nehmen. Als Reaktion auf den Mordfall und weitere Gewaltdelikte in Seattle gründete Schlagzeugerin Valerie Agnew zudem zusammen mit weiteren Künstlern und Musikern aus der Stadt die Anti-Gewalt-Organisation Home Alive, die neben Selbstverteidigungskursen auch Schulungen zu ziviler Konfliktbearbeitung veranstaltet. Zuvor spielten 7 Year Bitch am 8. April 1994 zusammen mit Babes in Toyland und Jack Off Jill auf einem Benefizkonzert für Rock Against Domestic Violence im Cameo Theatre in Miami Beach.
Nach einem Wechsel zum Major-Label Atlantic Records im Jahr 1995 erschien dort im darauffolgenden Jahr mit Gato Negro das dritte Album der Band. Während der anschließenden Tour verließ Gitarristin Roisin Dunne die Band und wurde von Lisa Faye Beatty, der langjährigen Toningenieurin für Liveauftritte, ersetzt.
Anfang 1997 zogen die Bandmitglieder von Seattle nach Kalifornien (Agnew und Davis nach San Francisco und Vigil nach Los Angeles) und begannen mit den Aufnahmen zu einem vierten Album. Nach einer letzten Tour entschlossen sie sich jedoch aufgrund der räumlichen Distanz zwischen den Bandmitgliedern und des Ausstiegs von Dunne die Band aufzulösen.

## Verhältnis zur Frauenrechtsbewegung
Das Aufkommen vieler politisch engagierter Frauenbands Ende der 1980er- und Anfang der 1990er-Jahre, vor allem mit der für Frauenrechte in der Musikbranche eintretenden Riot-Grrrl-Bewegung, führte dazu, dass auch Frauenbands ohne politisches Sendungsbewusstsein wie 7 Year Bitch von den Massenmedien fälschlicherweise dieser Bewegung zugerechnet wurden. Angesprochen auf dieses häufige Missverständnis stellte Schlagzeugerin Valerie Agnew fest:

“We just weren’t Riot Grrls. We had nothing to do with that movement, we never did, and when we went on our first big tour of Europe, every single promotor said, “Riot Grrls, from Seattle!” […] We weren’t doing it for political reasons the way the Riot Grrls were. We had a lot of respect for the Riot Grrls and people like Kathleen Hanna […] We were supportive of them and what they were doing, it wasn’t that we thought that the Riot Grrls were bad.”

„Wir waren einfach keine Riot Grrrls. Wir hatten mit dieser Bewegung nichts zu tun, niemals, und als wir auf unsere erste große Tour in Europa gingen sprach jeder einzelne Veranstalter von “Riot Grrrls aus Seattle!” […] Wir taten es [gemeint ist: Musik machen] nicht aus politischen Beweggründen wie es die Riot Grrrls taten. Wir hatten viel Respekt für die Riot Grrrls und Personen wie Kathleen Hanna […] Wir haben sie und das was sie taten unterstützt; es war nicht so, dass wir dachten die Riot Grrrls wären schlecht.“

Auch wenn hinter der musikalischen Betätigung der Band keine politische Motivation stand, vertraten die Mitglieder doch dezidiert feministische Positionen. Traditionalistische oder radikale Standpunkte lehnten sie ab und beriefen sich auf liberale feministische Prinzipien, die zu dieser Zeit im Zuge der dritten Welle der Frauenbewegung populär wurden:

“We don’t fit into stereotypes at all. I mean if you get into our van for our tour, we got 8 bottles of nail polish, like 10 fashion magazines, we are all very vain and like to dress up, we wear lingerie and all that shit, totally without apologizing for it all. Some feminists think you have to be on one side of the fence or the other. I kinda laugh at that cause there are so many different ways of being a strong feminist woman. I claim to be a feminist, definitely, I’ll totally give props to that movement.”

„Wir passen überhaupt nicht in Klischeevorstellungen. Ich meine wenn du in den Van für unsere Tour gehst; wir haben da 8 Flaschen mit Nagellack und etwa 10 Modemagazine. Wir sind alle sehr eitel und ziehen gerne schicke Sachen an. Wir tragen Lingerie und den ganzen Scheiß, ohne uns für all das zu entschuldigen. Einige Feministinnen meinen, dass man sich entweder auf die eine oder die andere Seite schlagen muss. Darüber kann ich irgendwie nur lachen, weil es so viele verschiedene Möglichkeiten gibt, eine starke, feministische Frau zu sein. Ich beanspruche eine Feministin zu sein, definitiv. Ich respektiere diese Bewegung voll und ganz.“

Die im Zuge dieser Bewegung angestrebte „Rückeroberung“ bzw. Rehabilitierung negativ besetzter Begriffe wie etwa „bitch“ wird von der Band begrüßt und – mit dem Bandnamen – offensiv vorangetrieben, wie Valerie Agnew festhält:

„Für mich ist bitch etwas Positives – wenn jemand mich bitch nennt, fass ich das als Kompliment auf. Bitch bedeutet einen starken Charakter zu haben, eine Frau zu sein, die weiß, was sie will und sich nichts gefallen lässt. Wir reklamieren das Wort für uns und nehmen es für positive Bilder in Anspruch. Es ist eine Frage der Einstellung.“

## Diskografie

### Alben
- 1992: Sick ’Em
- 1994: ¡Viva Zapata!
- 1996: Gato Negro

### EPs
- 1992: Antidisestablishmentarianism
- 1992: 7 Year Bitch

### Singles
- 1991: Lorna
- 1994: Rock-a-Bye Baby
- 1996: Miss Understood